# Heimathaus Wachholz

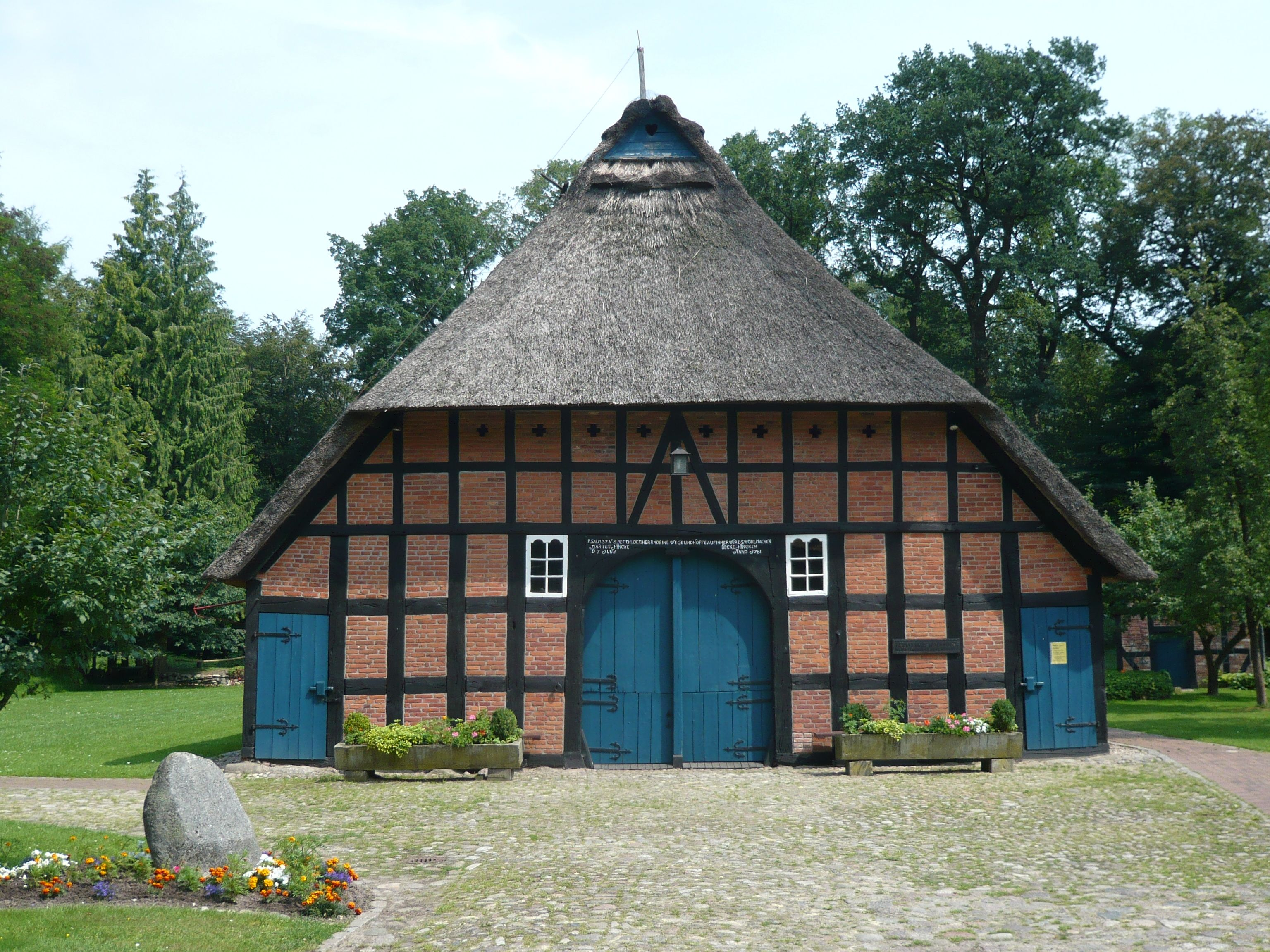
Südfassade (2011)

Das Heimathaus Wachholz, das ehemalige Forsthaus in der niedersächsischen Gemeinde Beverstedt, Ortsteil Wachholz, im Landkreis Cuxhaven, stammt aus der zweiten Hälfte des 18. Jahrhunderts. Aktuell (2024) wird es als Heimat- und Kulturhaus genutzt.
Das Gebäude steht unter Denkmalschutz (siehe auch Liste der Baudenkmale in Beverstedt).

## Beschreibung
Das eingeschossige ehemalige Wohn- und Wirtschaftsgebäude steht zentral auf der Hofstelle im Wald. Das Zweiständer-Hallenhaus in gleichmäßigem Fachwerk mit Steinausfachungen, mit reetgedecktem Krüppelwalmdach als Niedersachsengiebel mit Uhlenloch und der Grooten Door mit Korbbogen wurde 1781 (Inschrift) als Haus des Waldvogtes von Wachholz gebaut. Die Innenkonstruktion mit Luchtbalken (Unterzug) und Flett-(Küche)Dielengrundriss ist erhalten.
Das Landesdenkmalamt befand u. a.: „… ist das einzige Relikt der ursprünglichen Bebauung des Ortes … ein regionstypisches Hallenhaus ….“
Die 1979 erfolgte Sanierung führte zur Gründung des Heimatvereins Beverstedt. Im Niedersachsenhaus finden heimatverbundene Veranstaltungen wie Theateraufführungen, Herdabende, Musikveranstaltungen und Backtage statt mit Gruppen wie Mühlengruppe, Backhausgruppe, Dorphusteam und Web- und Spinngruppe.
Das Heimathaus ist Außenstelle des Standesamtes. Private Feiern können hier durchgeführt werden.